# Старе Лисоґуркі
Старе Лисоґуркі (пол. Stare Łysogórki, нім. Alt-Lietzegöricke) — село в Польщі, у гміні Мешковиці Грифінського повіту Західнопоморського воєводства.
Населення — 299 осіб (2011).

## Демографія
Демографічна структура станом на 31 березня 2011 року:
|          | Загалом | Допрацездатний вік | Працездатний вік | Постпрацездатний вік |
| -------- | ------- | ------------------ | ---------------- | -------------------- |
| Чоловіки | 152     | 28                 | 113              | 11                   |
| Жінки    | 147     | 30                 | 83               | 34                   |
| Разом    | 299     | 58                 | 196              | 45                   |

## Відомі особистості
В поселенні народився:
- Герман Нотнагель (1841—1905) — вчений, лікар-терапевт.